# 泰尔蒂
泰尔蒂（義大利語：Telti）是意大利撒丁大区薩薩里省的一个市镇。总面积84.65平方公里，人口2185人，人口密度25.8人/平方公里（2009年）。ISTAT代码为104024。